# 550-ті
Раннє Середньовіччя. Триває чума Юстиніана. У Східній Римській імперії правив Юстиніан I. Візантія виграла війну з Остготським королівством за Апеннінський півострів і ліквідувала це королівство. Війна в Лазіці з персами проходила з перемінним успіхом. Розділене Франкське королівство  об'єдналося під правлінням Хлотара I. Іберію займає Вестготське королівство, у Тисо-Дунайській низовині лежить Королівство гепідів. В Англії розпочався період гептархії.
У Китаї період Північних та Південних династій. На півдні династія Лян зміналася династією Чень, на півночі припинила існування Західна Вей, її змінила Північна Чжоу, яка ділить північ Китаю з Північною Ці. Індія роздроблена. В Японії триває період Ямато. У Персії правила династія Сассанідів. Утворився Тюркський каганат.
На території лісостепової України в VI столітті виділяють пеньківську й празьку археологічні культури. VI століття стало початком швидкого розселення слов'ян. У Північному Причорномор'ї співіснують різні кочові племена, зокрема гуни, сармати, булгари, алани, авари.

## Події
- Східна Римська імперія відвоювала значну частину земель колишньої Римської імперії. Візантійці розбили в остготів в Італії й припинили існування їхнього королівства. Вони також відібрали частину земель на Піренейському півострові у Вестготського королівства. На східному фронті їхня війна з Персією не принесла значних переваг жодній зі сторін.
- Франкське королівство на початку десятиліття було розділене між різними правителями з роду Меровінгів, але під кінець десятиліття Хлотар I зібрав його під своїм єдиним правлінням. Франки підкорили германські племена тюрингів та саксів на сході.
- В азійських степах тюрки вирвалися з-під правління жужан і створили Тюркський каганат. Як наслідок у степах Східної Європи й України, зокрема, з'явилися авари, які стали тіснити на захід лангобардів та інших германців.
- Уклавши союз із тюрками, перси розпочали наступ на ефталітів у Середній Азії.
- 550–551 — наступ слов'ян на Візантію.
- Другий Константинопольський собор не вирішив проблем зі схизмою в християнстві. Втім, військові успіхи Візантії та франків зменшили область домінування аріанства.